# Оргакинское сельское муниципальное образование
Оргакинское сельское муниципальное образование — сельское поселение в Ики-Бурульском районе Калмыкии.
Административный центр — поселок Оргакин.

## География
Поселение расположено в северо-западной части Ики-Бурульского района и граничит:
- на западе с Элистинским городским округом,
- на севере-западе и севере с Целинным районом (Вознесеновское СМО),
- на северо-востоке и востоке — с Яшкульским районом (Уланэргинское и Гашунское СМО),
- на юго-востоке — с Багабурульским СМО,
- на юго-западе с Приманычским СМО.

Муниципальное образование находится в пределах Ергенинской возвышенности, расчлененной балками и оврагами. Основные: Шарын-сала, Багут-сала, Таун-Унчук-сала, Ар-Хара, Передняя Хара и др.

## Население
| 2002  | 2010  | 2011  | 2012  | 2013  | 2014  | 2015  |
| ----- | ----- | ----- | ----- | ----- | ----- | ----- |
| 1154  | ↘1143 | ↘1137 | ↘1102 | ↗1105 | ↘1077 | ↘1068 |
| 2016  | 2017  | 2018  | 2019  | 2020  | 2021  |       |
| ↗1092 | ↗1116 | ↘1096 | ↘1061 | ↘1032 | ↘1019 |       |

По состоянию на 01.01.2012 г. население СМО составляет 1 133 человек или 10,0 % населения Ики-Бурульского района. Большая часть населения проживает в посёлке Оргакин — 759 человек или 66,9 % населения СМО. Численность населенных пунктов п. Магна, п. Шеернг, п. Оран Булг, соответственно, 156 чел. (13,8 %), 108 чел. (9,5 %), 110 чел. (9,8 %).

### Национальный состав
По данным Всероссийской переписи населения 2010 года:
| Национальность | Численность (чел.) | Процентное соотношение |
| -------------- | ------------------ | ---------------------- |
| Калмыки        | 1 040              | 90,99%                 |
| Даргинцы       | 45                 | 3,94%                  |
| Русские        | 26                 | 2,27%                  |
| Другие         | 22                 | 1,92%                  |
| Всего          | 1 143              | 100,00%                |

## Состав сельского поселения
| № | Населённый пункт | Тип населённого пункта          | Население |
| - | ---------------- | ------------------------------- | --------- |
| 1 | Магна            | посёлок                         | ↘156      |
| 2 | Оран Булг        | посёлок                         | ↘110      |
| 3 | Оргакин          | посёлок, административный центр | ↘759      |
| 4 | Шеернг           | посёлок                         | ↘108      |

## Достопримечательности
На территории муниципального образования в километре к востоку от поселка Шеернг находится Оргакинский хурул. Помимо хурула находятся и другие культовые сооружения: Толга Ова, три субургана: Долд Багши, Тальд Багши и в урочище Цаган темян. Первые два субургана построены в память настоятелей хурула «Раши Гоман».